# Raïsa Kurv'jakova
Raïsa Vasylivna Kurv'jakova (in ucraino Раїса Василівна Курв'якова?, in russo Раиса Васильевна Курвякова?, Raisa Vasil'evna Kurvjakova; Gorno-Ulbinka, 15 settembre 1945) è un'ex cestista sovietica.

## Carriera
Con l'Unione Sovietica ha disputato i Giochi olimpici di Montréal 1976, due edizioni dei Campionati mondiali (1971, 1975) e tre dei Campionati europei (1972, 1974, 1976).